# طاعون 1830-1831
سنة الطاعون هي سنة انتشر فيها مرض الطاعون القاتل أرجاء الكويت وقضى على الآلاف من سكانها وكان ذلك في شتاء 1831م  الموافق لسنة 1247 هـ في عهد حاكم الكويت الشيخ جابر بن عبد الله الصباح. وقد كانت بدايته من مدينة تبريز الفارسية في يوليو 1830، ثم انتشر في العراق فالخليج ونجد.

## تسلسل الأحداث

### بغداد
ظهر المرض بداية في مدينة تبريز في شهر يوليو 1830م ففشى فيها، وبعد شهرين تحقق تأثيره المروع وسرى شره إلى كركوك في عهد السلطان العثماني محمود الثاني ووالي العراق الوزير داود باشا، وقد حددت فيها عدة إصابات طاعونية. ثم تجاوز كركوك وأخذ يعيث فتكًا بالسليمانية، وعلى هذا أوصى طبيب المقيمية الإنجليزية في بغداد بتعليمات بتنفيذ الحجر الصحي، بعد أن طلب منه الوالي بنفسه. ولكن التأثيرات الرجعية التي أفتت بأن كل عمل يتخذ للحيطة يعد ضربًا من الكفر حالت دون اتخاذ معظم الاحتياطات، مما مكّن للقوافل القادمة من المناطق الموبوئة في إيران وكردستان أن تدخل بغداد بكل حرية. وفي شهر مارس 1831م/رمضان 1246 ظهرت أول إصابة طاعونية في بغداد. ونقل مصطفى جواد من مخطوطة في خزانة الأوقاف ببغداد: « في سنة 1246 جاء الطاعون إلى بغداد ووقع الطعن في العشر الأواخر من رمضان ويصادف مارس 1831م، ثم كثر في شوال، وأول ما وقع في روافض الصدرية واليهود، ثم استفحل الأمر وعجز الناس عن الدفن، وجافت الطرق والبيوت، فبدأوا يرمون الموتى في دجلة يسحبونهم من أرجلهم، وكثير منهم تنفصل رجله» وقد بلغت الإصابات أشدها في 4 نيسان 1831م/21 شوال 1246هـ، فبات الناس يموتون بمعدل 150 شخصًا في اليوم الواحد. وبادر الأوروبيون والمسيحيون في بغداد بتحصين مساكنهم والحجر عليها، وقد اختل النظام وانتشر اللصوص. وقد مات على هذا المنوال حتى اليوم العاشر من أبريل 7000 شخص خلال خمسة عشر يوما، وفي اليوم الحادي عشر هلك 1200 شخص، ومنذ هذا اليوم إلى اليوم السابع والعشرين كان عدد الموتى في كل يوم بين 1500-3000، فركدت الحياة في المدينة، ولم يفكر أحد في غير الموت والموتى، ولم يستطع الأحياء من دفن الموتى أمام السيل الجارف، فظلت الجثث متكدسة في الشوارع والأزقة، وهام الأطفال والعجزة على وجوههم من الجوع. وكثرت السرقات والجرائم في هذا العهد الرهيب حتى قضى الموت على الجاني والبريء. وفي نهاية الأسبوع الأول من مايو 1831م/ذي القعدة 1246 انحسر خطر الطاعون حتى زال.

### جنوب العراق
وقال ابن بشر في كتابه عنوان المجد:«وقع الطاعون العظيم الذي عم العراق والسواد والمجرة وسوق الشيوخ والبصرة والزبير والكويت وما حولها، ولا يشبه هذا الوباء الوباء الذي سبقه (يقصد وباء الكوليرا سنة 1820م المسمى العقاص)، بل هذا هو الطاعون المعتاد، ونعوذ بالله من غضبه وعقابه، وحلّ بهم الفناء العظيم الذي انقطعت بسببه عوائل وقبائل، وخلت من أهلها منازل، وإذا دخل في بيت لم يخرج وفيه عين تطرف، وجثا الناس في بيوتهم لا يجدون من يدفنهم، وأموالهم عندهم ليس لها وال، وأنتنت البلدان من جيف الإنسان، وبقيت الدواب والأنعام سائبة في البلدان، ليس عندها من يعلفها ويسقيها حتى مات أكثرها، ومات بعض الأطفال من الجوع والعطش، وخرج أكثرهم إلى المساجد رجاءًا أن يأتيهم من ينقذهم، فماتوا فيها حيث لا تقام فيها جماعة، وبقيت البلدان خالية لا يأتي إليها أحد».
وفي النصف من ذي الحجة من 1247 في الزبير التي بدت خالية من أهاليها بعدما ارتفع الوباء عنها، تعرضت لنهب من الصلبة حيث ليس لهم صاد ولا راد، وعندما عاد أهاليها من كان حاجاً أو مسافرًا أو من برئ من المرض وهم قليلون فضبطوا البلدة وحموها من الصليب وغيرهم. فلما علم أهل نجد بذلك، وكان أكثر أهل الزبير أرحامًا لهم وأصهارًا فسافروا إليها وأخذوا ما وجدوه من تراثهم. وقد توفي من هذا المرض علي بن يوسف آل زهير شيخ الزبير.

### البصرة
في ولاية متسلم البصرة «سيد محمد آغا سياف زادة» دخل الطاعون إلى المدينة سنة 1247هـ/1830م، ولشدة فتكه أسموه «بالطاعون الكبير»، فقد قدم من بغداد وكذلك من السفن القادمة من الهند وإيران، ورغم الإجراءات الصحية التي اتخذتها دوائر الحجر الصحي في البصرة تجاه الزوار الهنود والإيرانيين والتي كانت لا تقل عن عشرة أيام، إلا أن الطاعون قد انتشر في المدينة وتزامن ظهور الطاعون فيضان في نهر دجلة، وتسبب في القضاء على معظم سكان حي المشراق في البصرة مقر أسرة آل باش أعيان العباسية، وتضائلت نفوس هذا الحي من 12,000 نسمة إلى عدة آلاف، خصوصًا بعد أن هرب من نجا من الطاعون إلى بلاد أخرى، كما قضى الطاعون على معظم سكان حي الصفاة. وقد أعفي متسلم البصرة «عزيز آغا» من منصبه، وعُيّن بدلًا منه «محمد أفندي» الذي لم يتمكن من محاصرة المرض كما لم يهتم لحالة المصابين حتى ضج الناس منه فأعفي من منصبه بعد مدة قصيرة. فكان المتسلم الجديد للبصرة «درويش آغا» من الرجال الحازمين، حيث أخرج جميع المصابين من المدينة، وأخذ يراقب النظافة ويتجول في الطرقات ويعطي الإرشادات الصحية ويضرب الحصار على كل عائلة يصاب منها فرد ثم يأمر بحرق جميع أثاث البيت وربما يأمر بحرق البيت بأكمله حتى زال هذا الوباء الذي سمي بوريبة، وبما أنه دام لمدة طويلة فقد أسماه الناس بالطاعون الكبير. وقد امتد هذا الطاعون الجارف إلى قرى البصرة الجنوبية، وإلى الفاو، وفتك بأهلها فهجرها الكثير من سكانها.

### الأهواز
دخل الطاعون منطقة الأهواز وفتك بأهاليها، وكان الشيخ جابر بن مرداو يأخذ أموال الموتى الذين هم بلا وريث ويوزعها على المحتاجين من أهالي المحمرة، كما وأنه قام بتوزيع الرواتب على المعوزين والذين هم بدون معيل خاصة وأن الأهواز والبصرة أصيبت بالغلاء وفقدان المواد المعاشية بسبب الكساد وهروب الناس واختفاء الأحياء خلف دورهم ومحلاتهم خوف العدوى. وقد أدى هذا الغلاء إلى أن يبقى الشيخ جابر أمير المحمرة لـ 6 أشهر يطعم الناس من أمواله الخاصة ويتفقد الجياع ويذهب إلى بيوت الأرامل، فسار متسلم البصرة درويش آغا على نفس خطته، ولكنه لم يصل إلى نفس درجته.

### الكويت
انتقل المرض إلى الكويت في شتاء 1831 حيث استفحل فيها، وأجبر أهالي «الفنطاس» علـى هجر منازلهم والسكنى في «أبو فطيرة» بين الفنطاس والفنيطيس، وأدت زيادة عدد الموتى إلى قيام الكويتيين بحفر مقابر جماعية، واكتشف بعض منها مع التوسع العمراني فـي المدينة، ومنها مـا اكتشف أثناء رصف الشارع الجديد، حيث عثر العمال على مقبرة جماعية تضم رفاة مئة وخمسين شـخصًا دفنوا في حفرة واحدة كبيرة، وقيل إن تلك المقبرة تعود إلى زمن وباء 1831. وتقع عند نهاية السور الثاني لمنطقة القبلة وداخل السور الثالث. واضطر بعض الأهالي إلى الإقامة في عشيش في الشويخ هرباً من الوباء، وقال المؤرخ عبد العزيز الرشيد في كتابه تاريخ الكويت: أصيبت الكويت بطاعون عظيم قضى على كثير من أهلها حتى كادت تصبح منه قفراً لولا المسافرون من أهلها الذين لم يتراجعوا إليها إلا بعد صفاء جوها من تلك الظلمة. وكان الطاعون
من أفظع ما عرفه العراقيون والكويتيون والنجديون، حيث كان وباءً كاسحًا أفنى أكثر سكان تلك المناطق تقريبًا، وظهرت أولى الإصابات بهذا الطاعون في تبريز إحدى مدن فارس.
ذكر المؤرخ يعقوب يوسف الغنيم نقلاً عن أحمد البشر الرومي:«حدث الطاعون في أيام الشتاء، وكانت سفن الكويت التجارية التي تسافر إلى الهند في مثل هذا الفصل من كل عام خارج الكويت، وكانت تحمل عدداً لا بأس به من الرجال... هؤلاء نجوا من شر الوباء، إذ صادف حدوثه في غيابهم... أما أهل الكويت فكانوا كما قيل البحر أمامهم والصحراء خلفهم والطاعون عندهم، فليس لديهم إلا الصبر. وشاء القادر القدير أن يتلاشى المرض شيئاً فشيئاً حتى ينعدم قبل أن تنعدم الكويت، وإذا الأحياء من أهلها لا يجدون ممن يمت لهم بصلة القرابة إلا النادر القليل».

## النتائج

### العراق
حوّل الوباء جميع المناطق التي مر بها إلى أشبه بصحراء جرداء خالية من السكان. ففي بغداد لم يتبق من سكانها الـ 150 ألفًا سوى 20 ألفًا، وأن ثلثي المدينة أضحى أطلال من الخرائب، واختفت الكثير من فروع الصناعة المحلية بسبب وفاة أصحابها. ولم يكن حال البصرة بأفضل من ذلك، حيث أمر متسلمها في ذروة الطاعون بإغلاق المدينة منعًا للسكان من الهرب، فأدى ذلك أن ارتفاع نسبة الوفيات في المدينة إلى أعلى منها في بغداد، فكان عدد سكانها 80 ألفًا قبل الطاعون، وبعد اجتياح الطاعون أصبح تعداد المدينة يتراوح ما بين 5000-6000 نسمة، لدرجة أن المفوض الروسي العقيد تشيركوف زار البصرة في 1849م - أي بعد 18 عشر سنة من الوباء- ذكر بأن 4/5 من منازل البصرة مهجورة، وأن غالبية الدكاكين في السوق الجديد كانت خالية أو ليس لها أصحاب. ولم يكن الحال بأفضل في المناطق العراقية الأخرى، ففي الحلة لم يبق من سكانها الـ 10 آلاف نسمة سوى عدة أشخاص فقط. لذا فقد بارت الحقول وأهملت البساتين فزاد ذلك من الخراب الاقتصادي السيء أصلا.

### الكويت
أما في الكويت فكانت غالبية الضحايا من النساء والأطفال، ويتراوح نسبة الضحايا ما بين 60% إلى 75% من سكان الكويت في ذلك الوقت وبعدد آلاف المواطنين الكويتيين ذهبوا ضحية الوباء حيث لم يرد مصدر يذكر عدد الضحايا بالتحديد لكن قدر عدد القتلى بأكثر من عشرة آلاف كويتي. حيث ذكر الرحالة كارستن نيبور في عام 1767 أي ما قبل حادثة مرض الطاعون بأربعة وستون عاما بأن عدد الكويتيين يقدر بعشرة آلاف نسمة، وفي سنة 1832 بعد انتهاء الوباء قال الرحالة الإنجليزي ستوكلر أن عدد الكويتيين يقدر بأربعة آلاف نسمة أي أن الوباء قد قضى على أكثر من نصف السكان بعد أربعة وستون عاما. كانت هذه الفترة مؤثرة في تاريخ الكويت حيث اختلت التركيبة السكانية وحلَّ الدمار والخراب في البلد كما قطع نسل عدد من العائلات الكويتية والذي ليس لها وجود الآن.

### ما بعد الوباء
بعد صفاء جو الكويت وزوال المرض حبس عدد من المواطنين الناجيين من الوباء في بيوتهم في منطقة شرق وأغلق عليهم بعد تزويدهم بالطعام والشراب خوفًا من عودة المرض وإنتشاره. امتلأت الكويت بعد تلك الحقبة بالمقابر وأصبح البعض يدفنون موتاهم في بيوتهم. وبعد زوال المرض عاد المسافرون من مواسم الغوص والتجارة حيث وجدوا جميع أهالي الكويت قد قضي عليهم إلا القليل منهم، وهو الأمر الذي وسّع دائرة الزواج من خارج الكويت، على الأخص من أهالي الساحل الشرقي للخليج العربي، جنوب العراق خاصة من أهالي الزبير ومن أهل نجد.
كتب الشاعر النبطي الملا سعود الصقر قصيدة مطولة باللهجة الكويتية عن أزمة الطاعون التي حلت بالكويت يرثي فيها المواطنين الذين راحوا ضحية للوباء، ومما كتبه :

## أشهر وفيات الطاعون
- الشاعر محمد بن لعبون.[15]
- عبد الله وعبد الوهاب أبناء عثمان بن سند.[16]
- الشيخ «علي الزهير» حاكم الزبير.
- متسلم البصرة «سيد محمد آغا سياف زادة»،[17]
- الشيخ حسين بن أحمد الدوسري الشافعي.[16]
- الشيخ حسين بن علي بن بدران الشافعي.[16]

## في السينما
- مسلسل الدروازة (2007) هو مسلسل تاريخي يحكي قصة انتشار طاعون في الكويت سنة 1247هـ/1831م؛ من إخراج خلف العنزي.[18]